# کلمه و شیء
کلمه و شیء (به انگلیسی: Word and Object) اثری است از فیلسوف آمریکایی ویلارد کواین که در آن خط فکری نوشته‌های قبلی خود در کتاب از دیدگاه منطقی (۱۹۵۳) را گسترش داده و برخی از استدلال‌های قبلی‌اش را بازنویسی می‌کند. انتقاد او در «دو جزم تجربی‌گرایی»، به تمایز تحلیلی- ترکیبی آزمایش فکری «ترجمه رادیکال» و مفهوم همراه با آن «عدم تعین ترجمه»، اصالتاً برای کلمه (Word) و شیء (Object) است که معروف‌ترین کتاب کواین است. این کتاب در سال ۱۹۶۰ منتشر شده‌است.

## خلاصه
کواین بر طبیعت‌گرایی خود، یعنی این نظریه که فلسفه باید به‌عنوان بخشی از علوم طبیعی دنبال شود، تأکید می‌کند. او به نفع طبیعی‌شدن معرفت‌شناسی، فیزیکالیسم در برابر پدیدارگرایی و دوگانگی ذهن-بدن، و مصداقیت در برابر مفهوم استدلال می‌کند. او همچنین یک مفهوم رفتارگرایانه از معنی جمله را توسعه می‌دهد، در مورد یادگیری زبان نظریه‌پردازی می‌کند، در مورد هستی‌زایی مرجع حدس می‌زند، اشکال مختلف ابهام و ایهام را توضیح می‌دهد، و اقداماتی را برای دسته‌بندی زبان توصیه می‌کند تا ابهام و ایهام را از بین برده و همچنین ایجاد منطق تئوری و تعهدات اونتیک آشکار است (بودن به‌معنای ارزش یک متغیر محدود است). علاوه بر این، او در برابر منطق مدی کمی و ذات‌گرایی پیش‌فرض آن استدلال می‌کند، برای رئالیسم افلاطونی در ریاضیات استدلال می‌کند، ابزارگرایی را به نفع واقع‌گرایی علمی رد می‌کند، دیدگاهی از تحلیل فلسفی را به‌عنوان تبیین توسعه می‌دهد، علیه تحلیل‌گرایی و کل‌گرایی، علیه گزاره‌های تطبیقی استدلال می‌کند. و سعی می‌کند نشان دهد که معانی جملات نظری نامشخص و ارجاع اصطلاحات غیرقابل وصف است.

## رفتارگرایی
محور فلسفه کواین رفتارگرایی زبانی اوست. کواین خاطرنشان کرده‌است که ممکن است در روان‌شناسی رفتارگرا بودن را انتخاب کنیم یا نتوانیم، اما در زبان‌شناسی چاره‌ای جز رفتارگرا بودن نداریم.
این تأثیر را می‌توان در کلمه (Word) و شیء (Object) مشاهده کرد. در فصل ۲ یک زبان‌شناس باید زبان ناشناخته یک بومی را به انگلیسی ترجمه کند. آنچه در آن‌جا به‌طور خاص رفتارگرایانه است این است که زبان‌شناس چیزی برای ادامه دادن ندارد؛ جز رفتار کلامی بومی و محیط قابل مشاهده‌ای که بومی با آن تعامل دارد. این چشم‌انداز در فصل ۳ نشان داده شده‌است، و کواین توضیح می‌دهد که چگونه یک نوزاد اولین کلمات خود را یادمی‌گیرد. در این فصل کواین همچنین از بی‌اف اسکینر، رفتارگرای معروف، به‌عنوان یکی از کسانی که از او تأثیر گرفته‌است، یاد می‌کند. دیدگاه مخالف کواین و اسکینر در فلسفه زبان توسط بومی‌گرایی زبانی (دستور زبانی) نوام چامسکی نشان داده شده‌است.

## ترجمه و معنا
کواین در فصل دوم کلمه و شیء به بررسی مفهوم معنا می‌پردازد. او نشان می‌دهد که مفهوم تجربی خودش از معنا تا چه اندازه می‌تواند توضیحی برای مفهوم شهودی ما از معنا ارائه دهد: «آنچه یک جمله با ترجمه‌اش مشترک است». کواین همچنین اصل معروف خود مبنی بر عدم تعین ترجمه را با کمک آزمایش فکری ترجمه رادیکال، یعنی ترجمه زبانی که تا آن زمان ناشناخته بود، به انگلیسی معرفی می‌کند. هدف این آزمایش فکری نشان دادن این است که یک توضیح رفتارگرایانه از معنا، امکان تعیین کتابچه راهنمای مناسب برای ترجمه یک زبان به زبان دیگر را فراهم نمی‌کند، زیرا چنین کتابچه راهنمایی با ترجمه درست وجود ندارد.